# Кошаркашка репрезентација Шпаније
Кошаркашка репрезентација Шпаније представља Шпанију на међународним кошаркашким такмичењима.

## Учешћа на међународним такмичењима

### Олимпијске игре(14)
| Година | Домет                | Ут.              | Доб.             | Изг.             | Позиција         |
| ------ | -------------------- | ---------------- | ---------------- | ---------------- | ---------------- |
| 1936.  | Није учествовала     | Није учествовала | Није учествовала | Није учествовала | Није учествовала |
| 1948.  | Није учествовала     | Није учествовала | Није учествовала | Није учествовала | Није учествовала |
| 1952.  | Није учествовала     | Није учествовала | Није учествовала | Није учествовала | Није учествовала |
| 1956.  | Није учествовала     | Није учествовала | Није учествовала | Није учествовала | Није учествовала |
| 1960.  | Прва фаза            | 7                | 2                | 5                | 11.              |
| 1964.  | Није учествовала     | Није учествовала | Није учествовала | Није учествовала | Није учествовала |
| 1968.  | Прва фаза            | 9                | 5                | 4                | 7.               |
| 1972.  | Прва фаза            | 9                | 4                | 5                | 11.              |
| 1976.  | Није учествовала     | Није учествовала | Није учествовала | Није учествовала | Није учествовала |
| 1980.  | Утакмица за 3. место | 8                | 4                | 4                | 4.               |
| 1984.  | Финале               | 8                | 6                | 2                |                  |
| 1988.  | Четвртфинале         | 8                | 4                | 4                | 8.               |
| 1992.  | Прва фаза            | 7                | 3                | 4                | 9.               |
| 1996.  | Није учествовала     | Није учествовала | Није учествовала | Није учествовала | Није учествовала |
| 2000.  | Прва фаза            | 6                | 2                | 4                | 9.               |
| 2004.  | Четвртфинале         | 7                | 6                | 1                | 7.               |
| 2008.  | Финале               | 8                | 6                | 2                |                  |
| 2012.  | Финале               | 8                | 5                | 3                |                  |
| 2016.  | Утакмица за 3. место | 8                | 5                | 3                |                  |
| 2020.  | Четвртфинале         | 4                | 2                | 2                | 6.               |
| 2024.  | Групна фаза          | 3                | 1                | 2                | 10.              |
| Укупно | —                    | 100              | 55               | 45               | —                |

### Светско првенство(13)
| Година | Домет                | Ут.              | Доб.             | Изг.             | Позиција         |
| ------ | -------------------- | ---------------- | ---------------- | ---------------- | ---------------- |
| 1950.  | ?                    | 5                | 1                | 4                | 10.              |
| 1954.  | Није учествовала     | Није учествовала | Није учествовала | Није учествовала | Није учествовала |
| 1959.  | Није учествовала     | Није учествовала | Није учествовала | Није учествовала | Није учествовала |
| 1963.  | Није учествовала     | Није учествовала | Није учествовала | Није учествовала | Није учествовала |
| 1967.  | Није учествовала     | Није учествовала | Није учествовала | Није учествовала | Није учествовала |
| 1970.  | Није учествовала     | Није учествовала | Није учествовала | Није учествовала | Није учествовала |
| 1974.  | Завршна фаза         | 9                | 4                | 5                | 5.               |
| 1978.  | Није учествовала     | Није учествовала | Није учествовала | Није учествовала | Није учествовала |
| 1982.  | Утакмица за 3. место | 9                | 6                | 3                | 4.               |
| 1986.  | Друга фаза           | 10               | 8                | 2                | 5.               |
| 1990.  | Прва фаза            | 8                | 5                | 3                | 10.              |
| 1994.  | Прва фаза            | 8                | 5                | 3                | 10.              |
| 1998.  | Четвртфинале         | 9                | 7                | 2                | 5.               |
| 2002.  | Четвртфинале         | 9                | 7                | 2                | 5.               |
| 2006.  | Финале               | 9                | 9                | 0                |                  |
| 2010.  | Четвртфинале         | 9                | 5                | 4                | 6.               |
| 2014.  | Четвртфинале         | 7                | 6                | 1                | 5.               |
| 2019.  | Финале               | 8                | 8                | 0                |                  |
| 2023.  | Друга фаза           | 5                | 3                | 2                | 9.               |
| Укупно | —                    | 105              | 74               | 31               | —                |

### Европско првенство(32)
| Година | Домет                   | Позиција              |
| ------ | ----------------------- | --------------------- |
| 1935.  | Финале                  |                       |
| 1937.  | Није се квалификовала   | Није се квалификовала |
| 1939.  | Није се квалификовала   | Није се квалификовала |
| 1946.  | Није се квалификовала   | Није се квалификовала |
| 1947.  | Није се квалификовала   | Није се квалификовала |
| 1949.  | Није се квалификовала   | Није се квалификовала |
| 1951.  | Није се квалификовала   | Није се квалификовала |
| 1953.  | Није се квалификовала   | Није се квалификовала |
| 1955.  | Није се квалификовала   | Није се квалификовала |
| 1957.  | Није се квалификовала   | Није се квалификовала |
| 1959.  | Прва фаза               | 15.                   |
| 1961.  | Прва фаза               | 13.                   |
| 1963.  | Прва фаза               | 7.                    |
| 1965.  | Прва фаза               | 11.                   |
| 1967.  | Прва фаза               | 10.                   |
| 1969.  | Прва фаза               | 5.                    |
| 1971.  | Прва фаза               | 7.                    |
| 1973.  | Финале                  |                       |
| 1975.  | Завршна фаза            | 4.                    |
| 1977.  | Прва фаза               | 9.                    |
| 1979.  | Завршна фаза            | 6.                    |
| 1981.  | Утакмица за треће место | 4.                    |
| 1983.  | Финале                  |                       |
| 1985.  | Утакмица за треће место | 4.                    |
| 1987.  | Утакмица за треће место | 4.                    |
| 1989.  | Четвртфинале            | 5.                    |
| 1991.  | Утакмица за треће место |                       |
| 1993.  | Четвртфинале            | 5.                    |
| 1995.  | Четвртфинале            | 6.                    |
| 1997.  | Четвртфинале            | 5.                    |
| 1999.  | Финале                  |                       |
| 2001.  | Утакмица за треће место |                       |
| 2003.  | Финале                  |                       |
| 2005.  | Утакмица за треће место | 4.                    |
| 2007.  | Финале                  |                       |
| 2009.  | Финале                  |                       |
| 2011.  | Финале                  |                       |
| 2013.  | Утакмица за треће место |                       |
| 2015.  | Финале                  |                       |
| 2017.  | Утакмица за треће место |                       |
| 2022.  | Финале                  |                       |

## Појединачни успеси
- Најкориснији играч Светског првенства:
  - Пау Гасол (2006)
  - Рики Рубио (2019)

- Идеални тим Светског првенства:
  - Пау Гасол (2006, 2014)
  - Алваро Салвадорес (1950)
  - Вејн Брабендер (1974)
  - Хуан Антонио Сан Епифанио (1982)
  - Алберто Ерерос (1998)
  - Хорхе Гарбахоса (2006)
  - Марк Гасол (2019)
  - Рики Рубио (2019)

- Најкориснији играч Европског првенства:
  - Пау Гасол (2009, 2015)
  - Рафаел Мартин (1935)
  - Емилијано Родригез (1963)
  - Вејн Брабендер (1973)
  - Хуан Антонио Корбалан (1983)
  - Хуан Карлос Наваро (2011)
  - Гиљермо Ернангомез (2022)

- Идеални тим Европског првенства:
  - Пау Гасол (2001, 2003, 2007, 2009, 2011, 2015, 2017)
  - Вејн Брабендер (1973, 1975)
  - Хуан Карлос Наваро (2005, 2011)
  - Клифорд Лујк (1969)
  - Нино Бускато (1973)
  - Хуан Антонио Корбалан (1983)
  - Хуан Антонио Сан Епифанио (1983)
  - Фернандо Мартин (1985)
  - Андрес Хименез (1987)
  - Антонио Мартин (1991)
  - Жорди Виљакампа (1993)
  - Алберто Ерерос (1999)
  - Хосе Мануел Калдерон (2007)
  - Руди Фернандез (2009)
  - Марк Гасол (2013)
  - Серхио Родригез (2015)
  - Лоренцо Браун (2022)
  - Гиљермо Ернангомез (2022)